# Četvrta sila
Četvrta sila neformalan je izraz za medije kojim se želi pokazati da mediji utječu na javno mnijenje i zato imaju kontrolu nad vlašću.  
Osnova stvaranja izraza princip je pravne države u kojoj se državna vlast dijeli na zakonodavstvo, izvršnu vlast i sudstvo. 
U kontekstu liberalne teorije štampe, koja je doživjela prvi procvat u 19. stoljeću, počelo se koristiti pojmom „četvrte sile". 
U sličnim se kontekstu lobiranje označava i kao „peta sila“.

## Utjecaj
Često se novinari u demokratskim sustavima smatraju predstavnicima naroda ili legitimnim zagovornicima političkog izražavanja i slobodnog mišljenja. 
Međutim, u stvarnosti moćni akteri (npr. nevladine organizacije, vlada, tajne službe ili velike tvrtke) uslugama profesionalnih agencija za odnose s javnošću manje ili više prikriveno utječu na izvješćivanje.
Na taj se način ponekad uspijeva krivotvoriti ili čak proizvesti  „javno mnijenje". Zbog takvih se iskustava širi i nepovjerenje u „četvrti silu".